# Diccionario de la lengua española

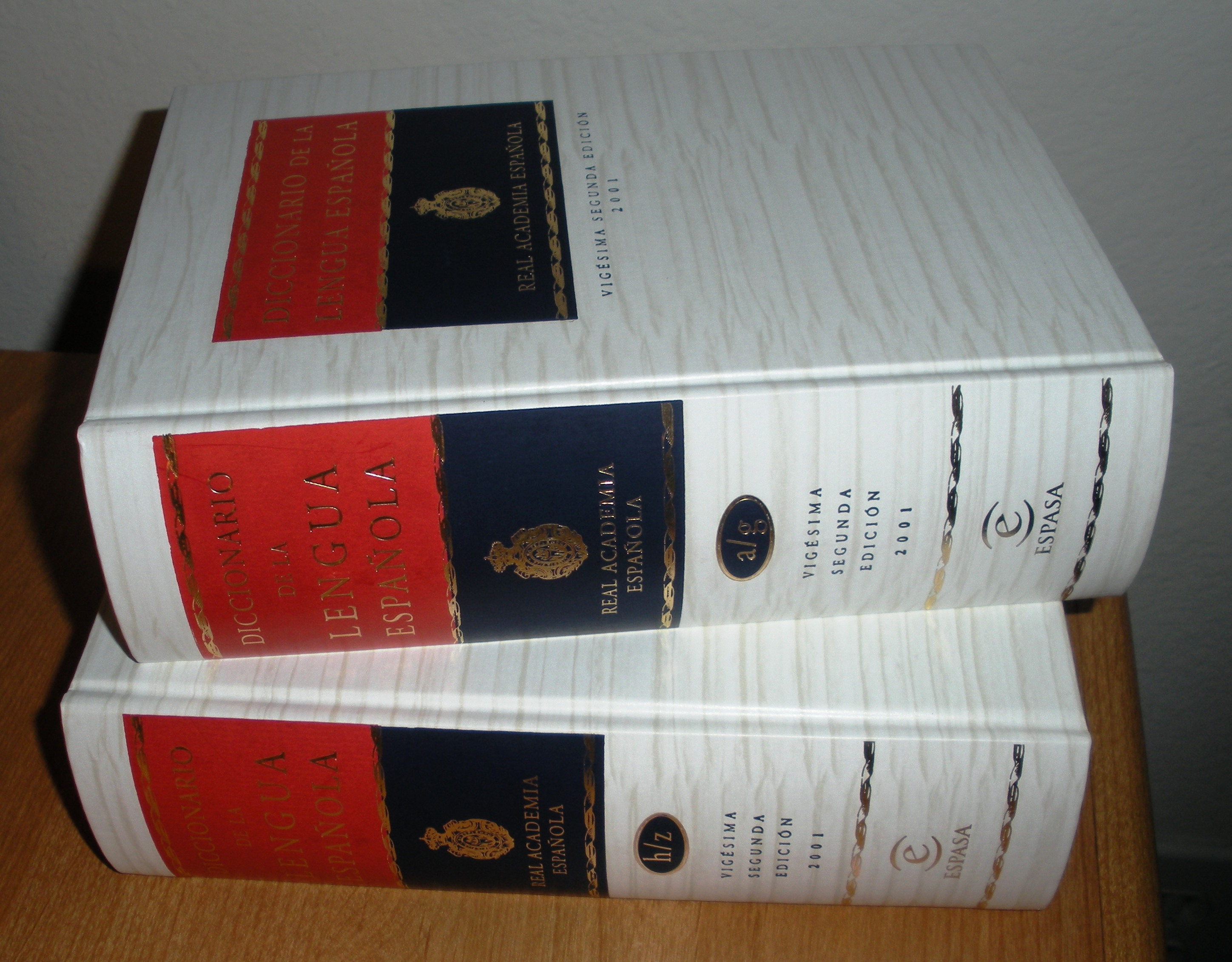
XXII edizione del dizionario di lingua spagnola

Il Diccionario de la lengua española (in italiano: "Dizionario della lingua spagnola") è un dizionario normativo della lingua spagnola o castigliana edito ed elaborato dalla Real Academia Española (RAE).
Si menziona talvolta anche con la sigla DRAE, corrispondente a Diccionario de la Real Academia Española ("Dizionario della Real Accademia Spagnola"). La RAE stessa lo nomina anche Diccionario usual.
La prima edizione è datata 1780, mentre l'edizione più recente, la XXIII, è stata pubblicata nel 2014, in occasione del terzo centenario dell'istituzione linguistica.
Il dizionario presenta 2 376 pagine ed è stato edito in un solo volume di 18×26 centimetri, rilegato in copertina rigida con custodia.
Fu pubblicata anche una versione in due volumi destinata all'America, e un'altra speciale per collezionisti.
Il numero di voci è salito a 93 111, mentre la precedente ne contava 84 431.
Rispetto al suo carattere normativo, la stessa accademia è ambigua e si limita a segnalare il dizionario come un dizionario normativo per i parlanti. Tuttavia, tra i non specialisti è frequentemente considerato come il principale dizionario e autorità per la consultazione dello spagnolo. 
Il dizionario include parole di uso comune diffuso, ma include anche numerosi arcaismi oggi in disuso, per poter comprendere la letteratura spagnola antica.
Dalla XXI edizione (1992) sono state aumentate il numero di accezioni proprie dei paesi parlanti spagnolo, le cui accademie di lingua fanno parte dell'Asociación de Academias de la Lengua Española (ASALE), associazione delle accademie di lingua spagnola.

## Edizioni delDRAE(anno e edizione)

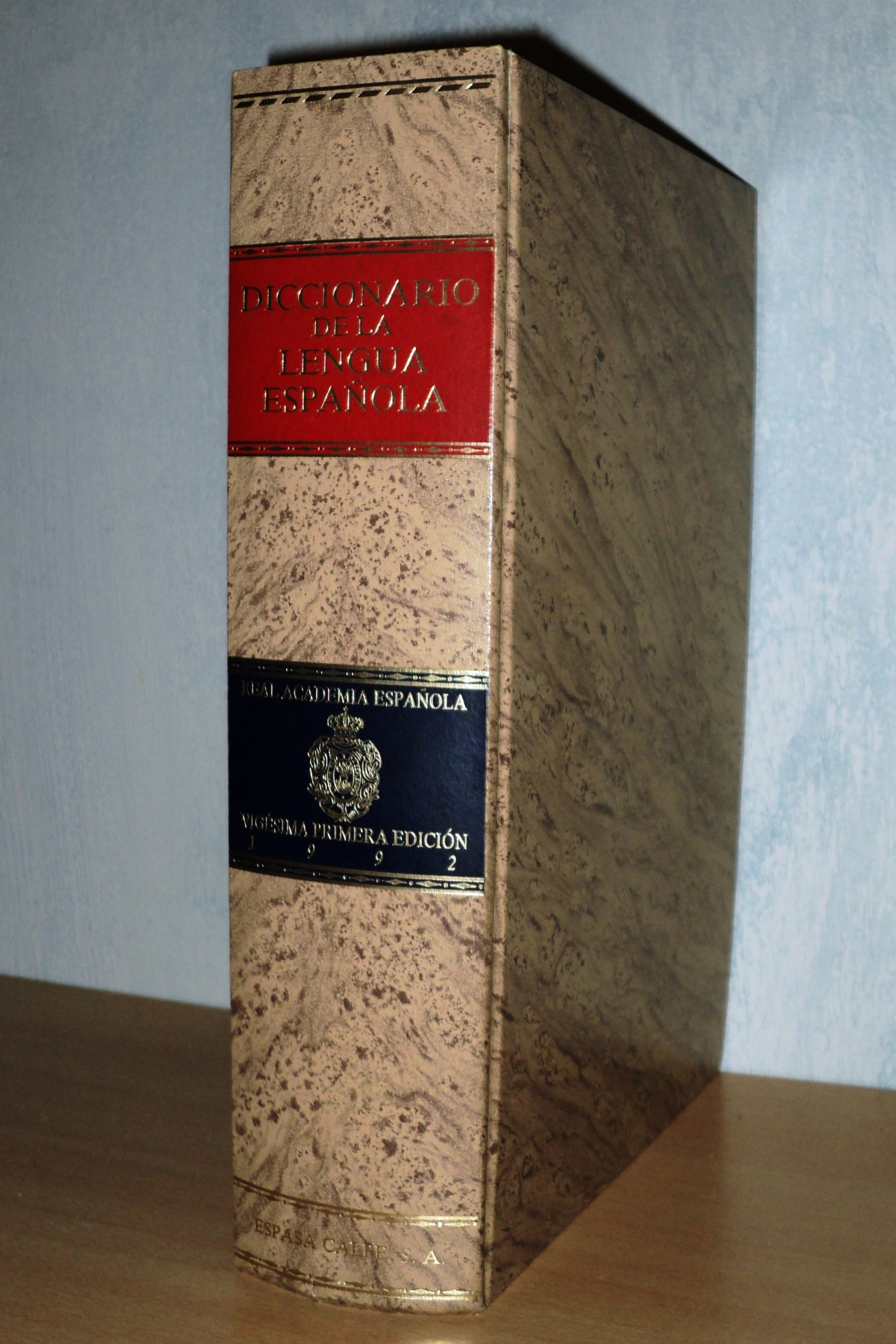
Un esemplare della XXI edizione del Diccionario de la lengua española (1992). Questa edizione ha commemorato il quinto centenario della scoperta dell'America, così come il quinto centenario della Gramática de Nebrija (1492-1992).

- 1780 (1.ª)
- 1783 (2.ª)
- 1791 (3.ª)
- 1803 (4.ª)
- 1817 (5.ª, consultabile in rete)
- 1822 (6.ª, consultabile in rete)
- 1832 (7.ª, consultabile in rete)
- 1837 (8.ª)
- 1843 (9.ª)
- 1852 (10.ª)
- 1869 (11.ª)
- 1884 (12.ª, consultabile in rete)
- 1899 (13.ª, consultabile in rete)
- 1914 (14.ª, consultabile in rete)
- 1925 (15.ª)
- 1936/1939 (16.ª)
- 1947 (17.ª)
- 1956 (18.ª)
- 1970 (19.ª)
- 1984 (20.ª)
- 1992 (21.ª)
- 2001 (22.ª, consultabile in rete)
- 2014 (23.ª)

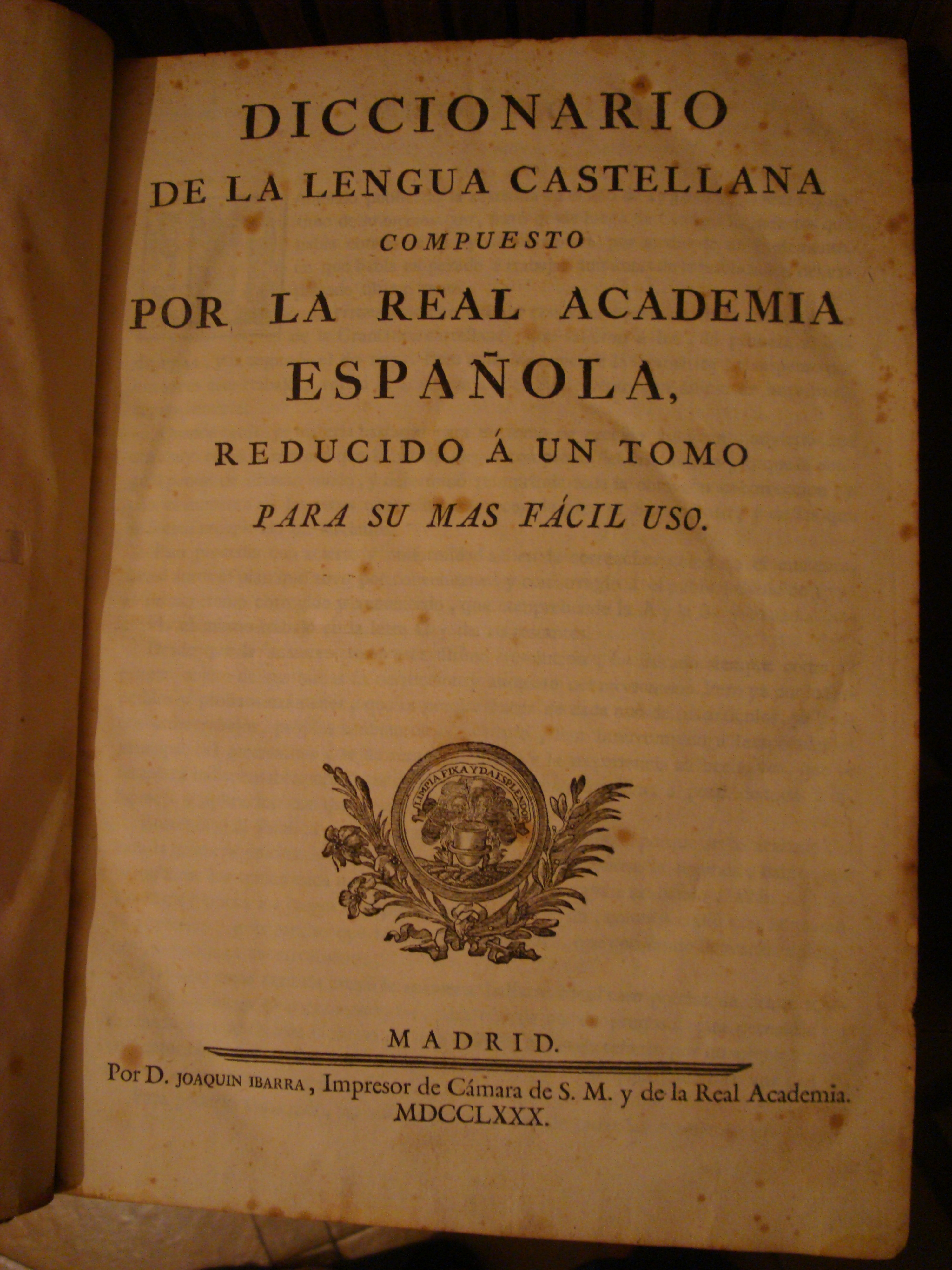
Diccionario de la lengua castellana compuesto por la Real Academia Española, reducido a un tomo para su más fácil uso, 1780. Portada interior.
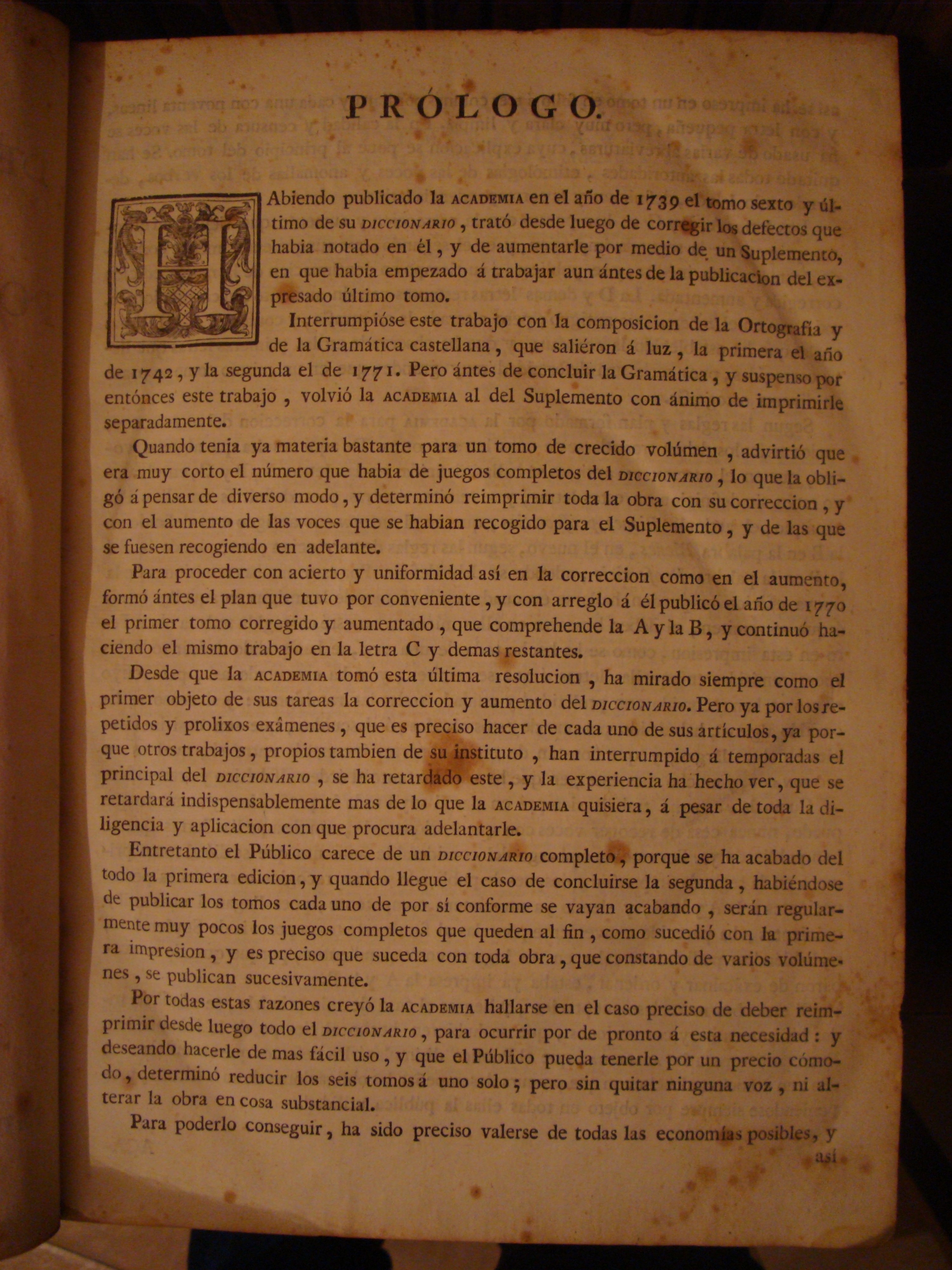
Diccionario de la lengua castellana compuesto por la Real Academia Española […]. Prólogo, 1.ª página.
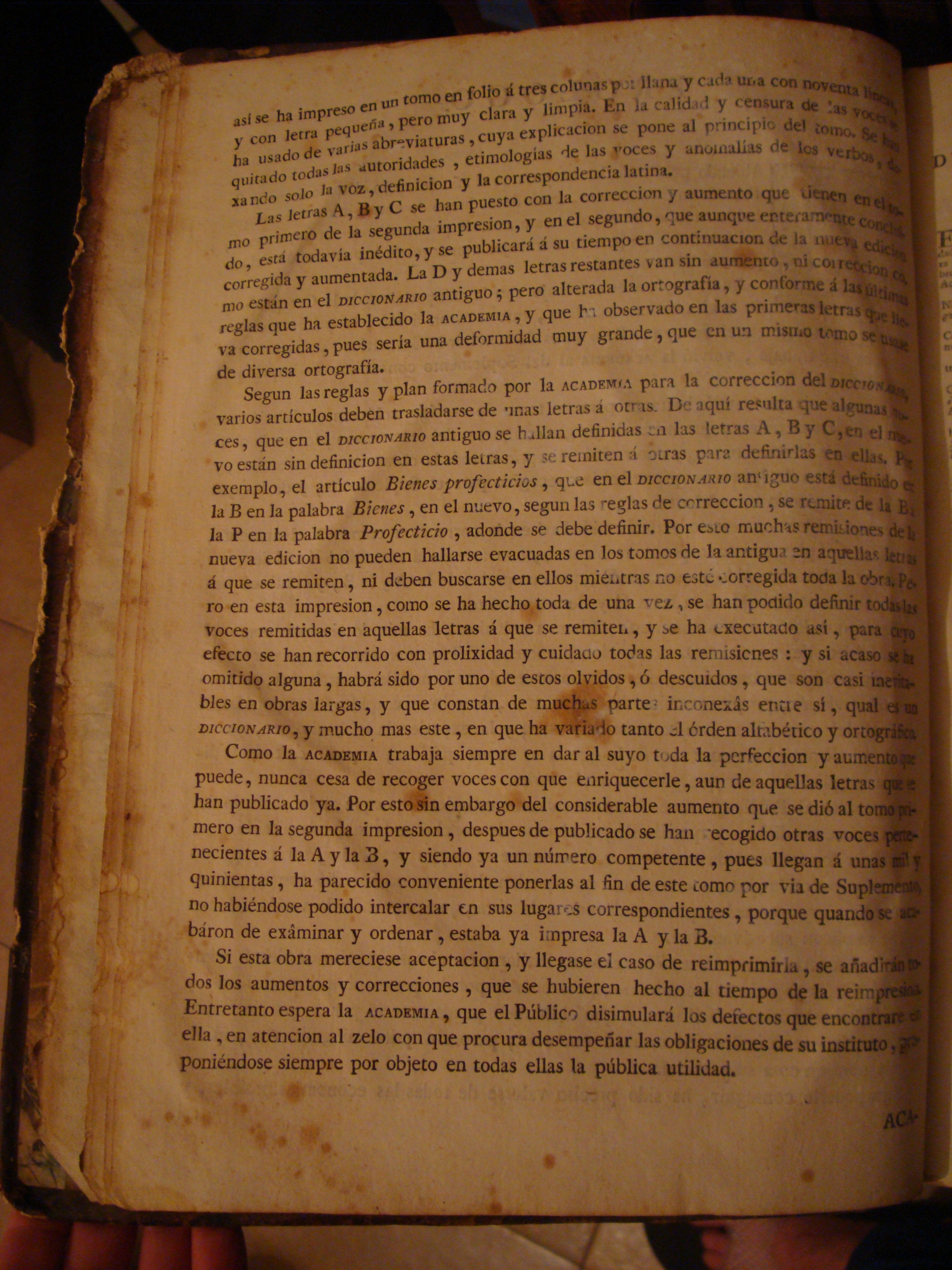
Diccionario de la lengua castellana compuesto por la Real Academia Española […] Prólogo, 2.ª página.
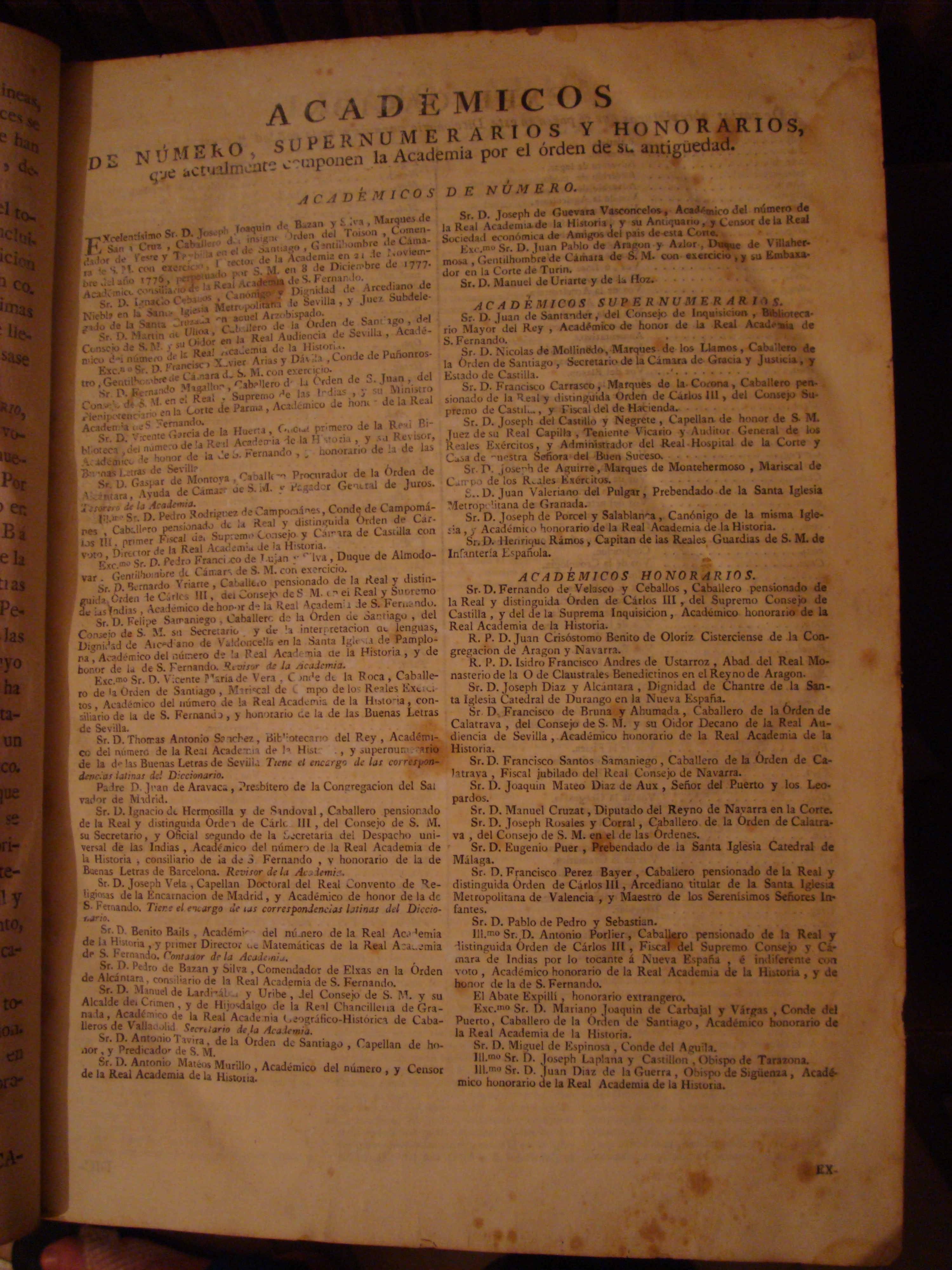
Diccionario de la lengua castellana compuesto por la Real Academia Española […]. Académicos.